# Jean Heymans
Jean Heymans (* 1904 in Brüssel; † 25. April 1945 im KZ Flossenbürg) war ein belgischer römisch-katholischer Geistlicher und Märtyrer.

## Leben
Jean Heymans besuchte das Sint-Jan Berchmanscollege in Brüssel und das Priesterseminar in Löwen. 1929 wurde er zum Priester geweiht. Er unterrichtete zuerst in Cureghem (Anderlecht). Von 1931 bis November 1940 war er Vikar in Woluwe-Saint-Lambert/Sint-Lambrechts-Woluwe, dann in Laeken/Laken.
Unter dem Vorwurf der Feindbegünstigung wurde er am 15. Mai 1943 von der Gestapo verhaftet und kam über das Gefängnis Saint-Gilles/Sint-Gillis am 28. August 1943 nach Essen. Vom 3. September 1943 bis zum 23. Mai 1944 war er im KZ Esterwegen (im Februar bis zum 12. März unterbrochen durch einen Aufenthalt im KZ Börgermoor). Dann kam er nach Bayreuth und am 8. März 1945 in das KZ Flossenbürg. Dort erlebte er am 23. April die Befreiung durch die Amerikaner, war aber schon todkrank und starb zwei Tage später im Alter von 40 Jahren.

## Gedenken
In Woluwe-Saint-Lambert ist die Rue Abbé Jean Heymans nach ihm benannt.